# .re
.re è il dominio di primo livello nazionale assegnato a La Riunione.
Amministrato dall'Association Française pour le Nommage Internet en Coopération (AFNIC), i domini .re possono essere richiesti dai residenti dell'Unione europea, della Svizzera, della Norvegia, dell'Islanda e del Liechtenstein.